# Walter Dermuth

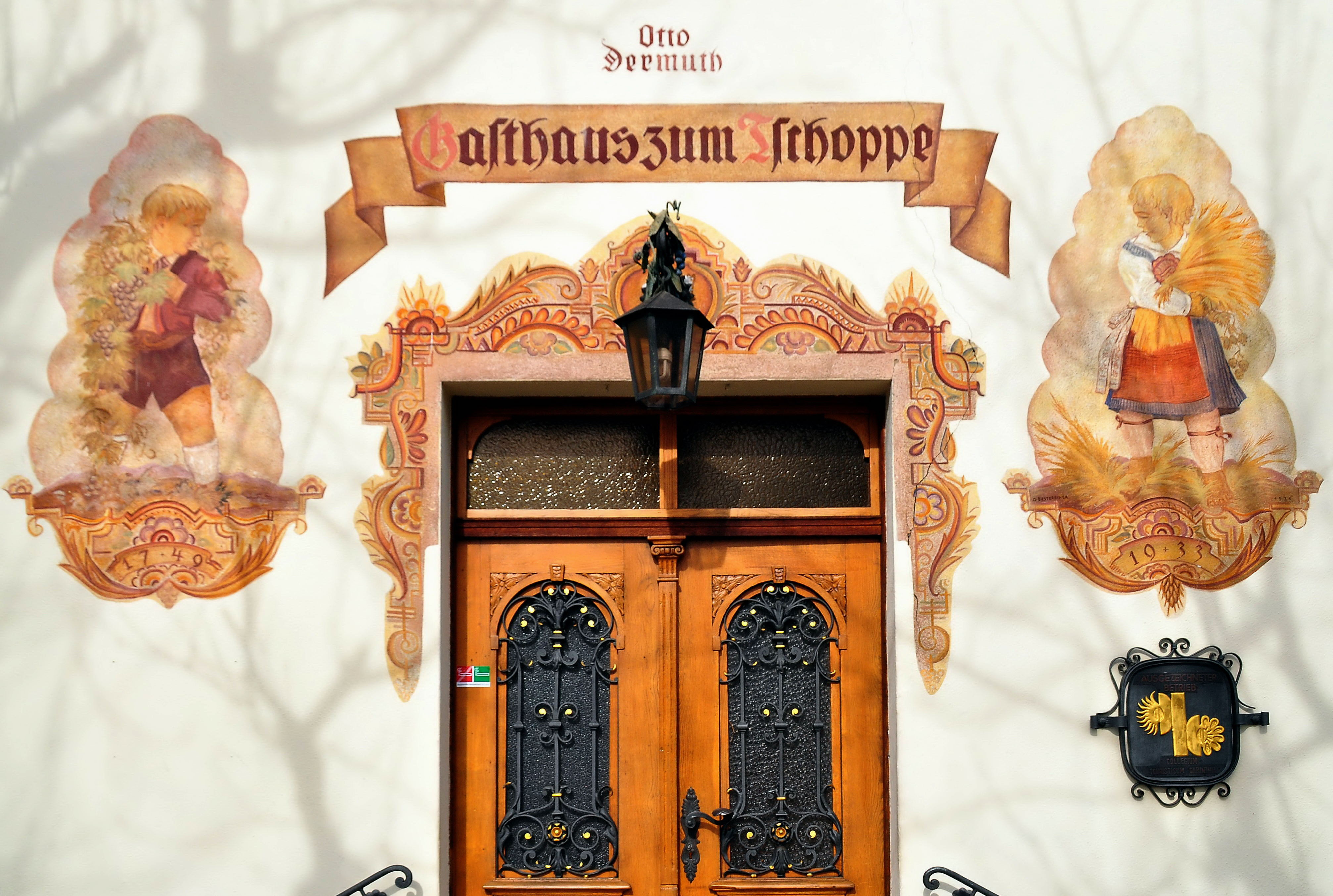
Eingang des Dermuth'schen Gasthauses in St. Martin mit Fresken von Otto Bestereimer

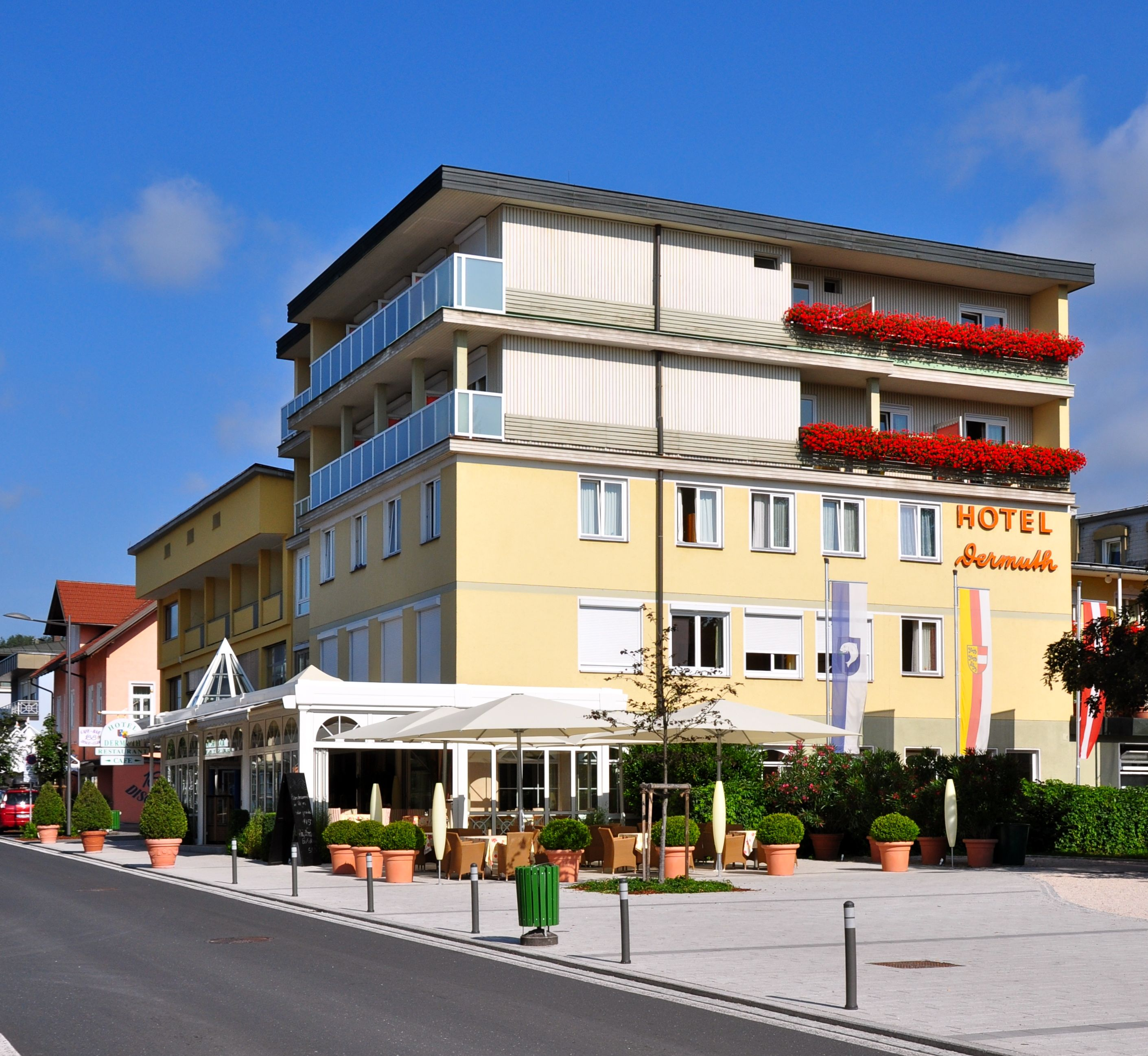
Hotel Dermuth in Pörtschach (2011)

Walter Dermuth (* 24. März 1926 in Klagenfurt; † 24. Dezember 2011) war ein österreichischer Unternehmer und Politiker (ÖVP). Neben seiner Tätigkeit als Hotelier war er von 1979 bis 1985 Vizebürgermeister der Landeshauptstadt Klagenfurt am Wörthersee und langjähriger Präsident der Kärntner Messen.

## Biographie
Dermuth wurde 1926 im Klagenfurter Stadtteil St. Martin geboren, wo er mit seinem ebenfalls in der Gemeindepolitik tätigen Vater Otto Dermuth bis 1955 einen Gasthof und eine Landwirtschaft führte. Parallel eröffnete Dermuth auf einem Anwesen in Pörtschach am Wörther See einen Hotelbetrieb, es folgten ein Restaurant und zwei weitere Betriebe. Nachdem er bereits ab den 50er Jahren erste öffentliche Funktionen bekleidet hatte, erfolgte Dermuths Einstieg in die Klagenfurter Stadtpolitik bei den Gemeinderatswahlen des Jahres 1967. Von diesem Jahr an war er bis 1979 als Stadtrat bzw. Wirtschafts-, Finanz- und Gewerbereferent tätig. Nach den Wahlen 1979 stieg Dermuth zum Vizebürgermeister unter Leopold Guggenberger auf und blieb bis zu den Wahlen 1985 im Amt. Neben wirtschaftlichen Projekten zählen viele Verbesserungen im Bereich der städtischen Infrastruktur zu seinen Verdiensten.
Seit 1973 war Walter Dermuth als Präsident der Kärntner Messen tätig, wo er mit viel persönlichem Einsatz für eine positive Entwicklung und zahlreiche neue Veranstaltungen des im Haupteigentum der Stadt stehenden Unternehmens sorgte. Rund um die Nachfolge des hochbetagten und schwer erkrankten Dermuth entwickelte sich ab 2009 eine politische Kontroverse. Der bei der Wahl im Februar desselben Jahres ins Amt gekommene Bürgermeister Christian Scheider (damals BZÖ) wollte seinen Parteikollegen Matthias Krenn als Nachfolger installieren, was die anderen Parteien als zu parteipolitisch motiviert auffassten und daher die nötige Zustimmung im Stadtsenat verweigerten. Ersatzkandidat war der Rechtsanwalt und Unternehmer Gert Seeber, welcher jedoch nach Bekanntwerden einer wirtschaftlichen Verstrickung mit der Bürgermeisterpartei (sogenannte Connect-Affäre) wenige Wochen später wieder von seiner Funktion zurücktrat. Die Amtsübergabe an Seeber am 20. März 2011 war Dermuths letzter öffentlicher Auftritt.
Seine Gattin Gerda (auch: Gerharda) hatte Dermuth 1954 geheiratet, sie war ebenfalls im Familienbetrieb tätig. Das Paar hatte fünf Kinder. Im Verlauf seines Lebens erhielt Dermuth zahlreiche Ehrungen und Auszeichnungen, darunter das Große Goldene Ehrenzeichen des Landes Kärnten, außerdem war er seit 2003 Träger des Ehrenringes der Landeshauptstadt Klagenfurt und seit 2011 ihr Ehrenbürger.